# کاهش هزینه
کاهش هزینه (انگلیسی: Cost reduction) فرایندی است که شرکت‌ها برای کاهش هزینه‌ها و افزایش سود خود، از آن استفاده می‌کنند. شرکت‌ها اغلب بدون تمرکز بر روی هزینه‌ها، محصول جدید را روانه بازار می‌کنند و هزینه زمانی اهمیت پیدا می‌کند که رقابت در توسعه محصول جدید، افزایش یابد و قیمت به یک تمایز در بازار تبدیل شود.